# Sarcófago del Barco

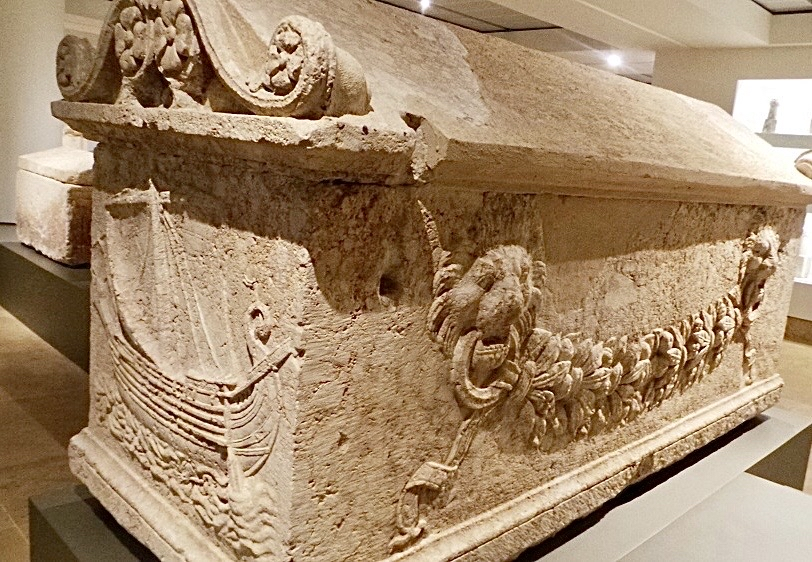
Museo nacional de Beirut – Sarcófago del Barco 3.

El Sarcófago del Barco es un sarcófago de época romana encontrado por Georges Contenau en 1913 en Magharet Abloun, una necrópolis que contiene los restos de reyes fenicios y nobles en el sur de Sidón, el moderno Líbano. El sarcófago ha sido datado en el siglo II d. C.
Es considerado el más importante de todo el sarcófagos descubiertos por Contenau en Sidón.
El relieve en la parte frontal del sarcófago representa un barco antiguo a lo que debe el nombre.